# Lego Dimensions
Lego Dimensions (Lego Измерения) — Lego-игра 2015 года в жанре action-adventure. Она была разработана студией Traveller's Tales, а изданием занималась Warner Bros. Interactive Entertainment. Была портирована для PlayStation 4, PlayStation 3, Wii U, Xbox One и Xbox 360. В игре присутствуют миры и персонажи из разных наборов LEGO. Имеет схожий формат со Skylanders и Disney Infinity.

## Сюжет
На планету Основа основ, которая расположена в центре мультивселенной Lego, прибывают Лорд Вортек и робот Экс-ПО, чтобы найти Основные элементы, с помощью которых можно объединить все вселенные в одну и ей управлять. Эти элементы: криптонит (из DC Comics), одно кольцо и палантир (из Властелина колец), сокровище Железной бороды (из Лего. Фильма), рубиновые туфли (из Волшебника страны Оз), радиоактивный жезл (из Симпсонов), посох мастера Чена (из Ниндзяго), потоковый накопитель (из Назад в будущее), торт (из Portal), датчик ПКЭ (датчик ПсихоКинетической Энергии, из Охотников за привидениями), монета (из Midway Arcade) и алмазный скарабей (из Скуби-Ду) были давно разбросаны по разным вселенным. Они находят их список, и после этого Лорд Вортек понимает, что Экс-ПО ему не нужен и посылает его на планету Вортон. Вортек решает собрать эти элементы с помощью злодеев с разных уголков этих миров. Из-за его действий границы измерений исчезают и многие персонажи могут перемещаться по порталам из одного мира в другой.
Когда Робин, Фродо и Железная борода попадают в эти порталы, Бэтмен, Гэндальф и Дикарка отправляются за ними. В результате чего портал их приводит на планету Вортон. Там они решают объединиться и работать вместе, чтобы спасти своих друзей и победить Вортека. Путешествуя по многим вселенным, они не только находят краеугольники для портала с Основными элементами, но и встречаются со многими персонажами, такими как Доктор, доктор Эмметт Браун, Гомер Симпсон и т. д.
После сбора оставшихся Основных элементов и победы над приспешниками Вортека герои попадают в его поместье. Во время битвы с ним, Джокер и его помощники забирают их Основные элементы и разбираются с Экс-По. После этого Лорд Вортек делает из элементов Основу всех измерений (зелёную пластину Lego) и заодно превращает Робина, Фродо и Железную бороду в гигантского робота — Трио. Злой лорд посылает его уничтожить главных героев и их миры. Герои освобождают своих друзей и уничтожают кусочек тела Лорда Вортека, в результате чего Трио взрывается. После его уничтожения, Бэтмен решает обратиться за помощью к своим друзьям из разных миров, таким как Охотники за привидениями, Доктор, команда «Скуби-Ду», GLaDOS и космический корабль из игры «Defender». Доктор чинит Экс-ПО и герои уничтожают Основу всех измерений, в результате чего Вортек огромного размера нападает на них, но Доктор даёт им специальные устройства, которые запечатают Вортека в бесконечной портальной тюрьме. Герои бросают их в него, тем самым побеждая Вортека. Измерения спасены.
После титров имеется сцена, где неизвестный персонаж находит кусочек тела Вортека в его поместье. Он его трогает и превращается в нового Вортека.

### Франшизы
В первом году игры представлены персонажи из четырнадцати франшиз, таких как «DC Comics», «Властелин колец», «Лего. Фильм», «Назад в будущее», «Симпсоны», «Доктор Кто», «Portal 2», «Скуби-Ду», «Мир юрского периода», «Ниндзяго», «Легенды Чимы», «Охотники за привидениями», «Волшебник из страны Оз» и «Midway Arcade». Также присутствовали камео вселенных «Джетсоны» и «Флинстоуны». В сюжетном уровне про «Portal 2» камео сделал HAL 9000 из мира «Космическая одиссея 2001 года».
На второй год к ним добавились персонажи ещё из семнадцати франшиз, таких как «Команда-А», «Время приключений», «Гарри Поттер», «Охотники за привидениями (2016)», «Фантастические твари и где они обитают», «Лего Фильм: Бэтмен», «Миссия невыполнима», «Битлджус», «Инопланетянин», «Балбесы», «Гремлины», «Lego City Undercover», «Sonic the Hedgehog», «Юные титаны, вперед!», «Рыцарь дорог» и «Суперкрошки».

## Наборы
Изначально игра имеет свой собственный начальный набор, плюс широкий спектр наборов, делящихся на четыре категории; фан-наборы, командные наборы, наборы уровней и стори-пэки.
| Название набора                 | Включает в себя                      | Дата выхода                                                    |
| ------------------------------- | ------------------------------------ | -------------------------------------------------------------- |
| Начальный набор Lego Dimensions | Видеоигра Lego Dimensions            | 27 сентября 2015 года (Америка) 29 сентября 2015 года (Европа) |
| Начальный набор Lego Dimensions | Lego Toy Pad                         | 27 сентября 2015 года (Америка) 29 сентября 2015 года (Европа) |
| Начальный набор Lego Dimensions | Кирпичики для постройки Lego портала | 27 сентября 2015 года (Америка) 29 сентября 2015 года (Европа) |
| Начальный набор Lego Dimensions | Бэтмен (из DC Comics)                | 27 сентября 2015 года (Америка) 29 сентября 2015 года (Европа) |
| Начальный набор Lego Dimensions | Гэндальф (из Властелин колец)        | 27 сентября 2015 года (Америка) 29 сентября 2015 года (Европа) |
| Начальный набор Lego Dimensions | Дикарка (из The Lego Movie)          | 27 сентября 2015 года (Америка) 29 сентября 2015 года (Европа) |
| Начальный набор Lego Dimensions | Бэтмобиль                            | 27 сентября 2015 года (Америка) 29 сентября 2015 года (Европа) |

### Стори-пэки
Эти наборы добавляют 6 новых уровней в игре, которые основаны на представленной франшизе. Наборы этой категории включают в себя персонажа, транспорт/гаджет и новый дизайн портала. На E3 2016 было объявлено, что Lego выпустит стори-пэки по трём франшизам — «Охотники за привидениями (2016)», «Фантастические твари и где они обитают» и «Лего Фильм: Бэтмен».
| Франшиза                               | Название набора                                    | Включает в себя                                                             | Дата выхода           | Волна     |
| -------------------------------------- | -------------------------------------------------- | --------------------------------------------------------------------------- | --------------------- | --------- |
| Охотники за привидениями (2016)        | Стори-пэк «Охотники за привидениями (2016)»        | Эбби Йейтс                                                                  | 27 сентября 2016 года | Волна 6   |
| Охотники за привидениями (2016)        | Стори-пэк «Охотники за привидениями (2016)»        | Экто-1                                                                      | 27 сентября 2016 года | Волна 6   |
| Охотники за привидениями (2016)        | Стори-пэк «Охотники за привидениями (2016)»        | Китайский ресторан                                                          | 27 сентября 2016 года | Волна 6   |
| Охотники за привидениями (2016)        | Стори-пэк «Охотники за привидениями (2016)»        | 6 дополнительных уровней по фильму 2016 года, «Охотники за привидениями»    | 27 сентября 2016 года | Волна 6   |
| Фантастические твари и где они обитают | Стори-пэк «Фантастические твари и где они обитают» | Ньют Саламандер                                                             | 18 ноября 2016 года   | Волна 7   |
| Фантастические твари и где они обитают | Стори-пэк «Фантастические твари и где они обитают» | Нюхлер                                                                      | 18 ноября 2016 года   | Волна 7   |
| Фантастические твари и где они обитают | Стори-пэк «Фантастические твари и где они обитают» | МАКУСА                                                                      | 18 ноября 2016 года   | Волна 7   |
| Фантастические твари и где они обитают | Стори-пэк «Фантастические твари и где они обитают» | 6 дополнительных уровней по фильму «Фантастические твари и где они обитают» | 18 ноября 2016 года   | Волна 7   |
| Лего Фильм: Бэтмен                     | Стори-пэк «Лего Фильм: Бэтмен»                     | Робин и Бэтгёрл                                                             | 10 февраля 2017       | Волна 7,5 |
| Лего Фильм: Бэтмен                     | Стори-пэк «Лего Фильм: Бэтмен»                     | Бэткрыло                                                                    | 10 февраля 2017       | Волна 7,5 |
| Лего Фильм: Бэтмен                     | Стори-пэк «Лего Фильм: Бэтмен»                     | Бэткомпьютер                                                                | 10 февраля 2017       | Волна 7,5 |
| Лего Фильм: Бэтмен                     | Стори-пэк «Лего Фильм: Бэтмен»                     | 6 дополнительных уровней по фильму «Лего Фильм: Бэтмен»                     | 10 февраля 2017       | Волна 7,5 |

### Наборы уровней
Наборы уровней включают в себя персонажей с их гаджетами/транспортом и новые играбельные уровни.
| Франшиза                 | Название набора                          | Включает в себя                                                                 | Дата выхода           | Волна   |
| ------------------------ | ---------------------------------------- | ------------------------------------------------------------------------------- | --------------------- | ------- |
| Назад в будущее          | Набор уровней «Назад в будущее»          | Марти МакФлай                                                                   | 27 сентября 2015 года | Волна 1 |
| Назад в будущее          | Набор уровней «Назад в будущее»          | Машина времени DeLorean                                                         | 27 сентября 2015 года | Волна 1 |
| Назад в будущее          | Набор уровней «Назад в будущее»          | Ховерборд                                                                       | 27 сентября 2015 года | Волна 1 |
| Назад в будущее          | Набор уровней «Назад в будущее»          | Приключение во времени в Хилл-Вэлли; уровень «Назад в будущее!»                 | 27 сентября 2015 года | Волна 1 |
| Симпсоны                 | Набор уровней «Симпсоны»                 | Гомер Симпсон                                                                   | 27 сентября 2015 года | Волна 1 |
| Симпсоны                 | Набор уровней «Симпсоны»                 | Розовый седан                                                                   | 27 сентября 2015 года | Волна 1 |
| Симпсоны                 | Набор уровней «Симпсоны»                 | Телевизор                                                                       | 27 сентября 2015 года | Волна 1 |
| Симпсоны                 | Набор уровней «Симпсоны»                 | Приключение в Спрингфилде; уровень «Таинственное путешествие нашего Гомера»     | 27 сентября 2015 года | Волна 1 |
| Portal 2                 | Набор уровней «Portal 2»                 | Челл                                                                            | 27 сентября 2015 года | Волна 1 |
| Portal 2                 | Набор уровней «Portal 2»                 | Куб-компаньон                                                                   | 27 сентября 2015 года | Волна 1 |
| Portal 2                 | Набор уровней «Portal 2»                 | Турель                                                                          | 27 сентября 2015 года | Волна 1 |
| Portal 2                 | Набор уровней «Portal 2»                 | Приключение в Aperture Science Facility                                         | 27 сентября 2015 года | Волна 1 |
| Доктор Кто               | Набор уровней «Доктор Кто»               | Двенадцатый Доктор                                                              | 3 ноября 2015 года    | Волна 2 |
| Доктор Кто               | Набор уровней «Доктор Кто»               | ТАРДИС                                                                          | 3 ноября 2015 года    | Волна 2 |
| Доктор Кто               | Набор уровней «Доктор Кто»               | K-9                                                                             | 3 ноября 2015 года    | Волна 2 |
| Доктор Кто               | Набор уровней «Доктор Кто»               | Приключение в Викторианском Лондоне; уровень «The Dalek Extermination of Earth» | 3 ноября 2015 года    | Волна 2 |
| Охотники за привидениями | Набор уровней «Охотники за привидениями» | Питер Венкман                                                                   | 19 января 2016 года   | Волна 3 |
| Охотники за привидениями | Набор уровней «Охотники за привидениями» | Экто-1                                                                          | 19 января 2016 года   | Волна 3 |
| Охотники за привидениями | Набор уровней «Охотники за привидениями» | Ловушка для привидений                                                          | 19 января 2016 года   | Волна 3 |
| Охотники за привидениями | Набор уровней «Охотники за привидениями» | Уровень «Охотники за привидениями!»                                             | 19 января 2016 года   | Волна 3 |
| Midway Arcade            | Набор уровней «Midway Arcade»            | Геймер                                                                          | 15 марта 2016 года    | Волна 4 |
| Midway Arcade            | Набор уровней «Midway Arcade»            | Аркадный автомат                                                                | 15 марта 2016 года    | Волна 4 |
| Midway Arcade            | Набор уровней «Midway Arcade»            | G-6155 Spy Hunter                                                               | 15 марта 2016 года    | Волна 4 |
| Midway Arcade            | Набор уровней «Midway Arcade»            | Ретро уровень                                                                   | 15 марта 2016 года    | Волна 4 |
| Время приключений        | Набор уровней «Время приключений»        | Финн                                                                            | 27 сентября 2016 года | Волна 6 |
| Время приключений        | Набор уровней «Время приключений»        | Джейкмобиль                                                                     | 27 сентября 2016 года | Волна 6 |
| Время приключений        | Набор уровней «Время приключений»        | Слон древней войны                                                              | 27 сентября 2016 года | Волна 6 |
| Время приключений        | Набор уровней «Время приключений»        | Уровень «Книга и плохой парень»                                                 | 27 сентября 2016 года | Волна 6 |
| Миссия невыполнима       | Набор уровней «Миссия невыполнима»       | Итан Хант                                                                       | 27 сентября 2016 года | Волна 6 |
| Миссия невыполнима       | Набор уровней «Миссия невыполнима»       | Мотоцикл ОМН                                                                    | 27 сентября 2016 года | Волна 6 |
| Миссия невыполнима       | Набор уровней «Миссия невыполнима»       | Автомобиль ОМН                                                                  | 27 сентября 2016 года | Волна 6 |
| Миссия невыполнима       | Набор уровней «Миссия невыполнима»       | Уровень «Миссия невыполнима»                                                    | 27 сентября 2016 года | Волна 6 |
| Sonic the Hedgehog       | Набор уровней «Sonic the Hedgehog»       | Ёж Соник                                                                        | 18 ноября 2016 года   | Волна 7 |
| Sonic the Hedgehog       | Набор уровней «Sonic the Hedgehog»       | Автомобиль Соника                                                               | 18 ноября 2016 года   | Волна 7 |
| Sonic the Hedgehog       | Набор уровней «Sonic the Hedgehog»       | Торнадо                                                                         | 18 ноября 2016 года   | Волна 7 |
| Sonic the Hedgehog       | Набор уровней «Sonic the Hedgehog»       | Уровень «Измерения Соника»                                                      | 18 ноября 2016 года   | Волна 7 |
| Балбесы                  | Набор уровней «Балбесы»                  | Слот                                                                            | 9 мая 2017 года       | Волна 8 |
| Балбесы                  | Набор уровней «Балбесы»                  | Инферно (Корабль Одноглазого Вилли)                                             | 9 мая 2017 года       | Волна 8 |
| Балбесы                  | Набор уровней «Балбесы»                  | Костный орган                                                                   | 9 мая 2017 года       | Волна 8 |
| Балбесы                  | Набор уровней «Балбесы»                  | Уровень «Балбесы»                                                               | 9 мая 2017 года       | Волна 8 |

### Командные наборы
Аналогичны фан-наборам, но включают в себя больше персонажей, транспорта, гаджетов, а также уникальные возможности.
| Франшиза             | Название                               | Включает в себя              | Дата выхода           | Волна   |
| -------------------- | -------------------------------------- | ---------------------------- | --------------------- | ------- |
| Lego Ninjago         | Командный набор «Lego Ninjago»         | Кай                          | 3 ноября 2015 года    | Волна 2 |
| Lego Ninjago         | Командный набор «Lego Ninjago»         | Коул                         | 3 ноября 2015 года    | Волна 2 |
| Lego Ninjago         | Командный набор «Lego Ninjago»         | Байк с лезвиями              | 3 ноября 2015 года    | Волна 2 |
| Lego Ninjago         | Командный набор «Lego Ninjago»         | Подрывник Боулдер            | 3 ноября 2015 года    | Волна 2 |
| Мир юрского периода  | Командный набор «Мир юрского периода»  | Оуэн Грэди                   | 27 сентября 2015 года | Волна 1 |
| Мир юрского периода  | Командный набор «Мир юрского периода»  | ACU                          | 27 сентября 2015 года | Волна 1 |
| Мир юрского периода  | Командный набор «Мир юрского периода»  | Блю                          | 27 сентября 2015 года | Волна 1 |
| Мир юрского периода  | Командный набор «Мир юрского периода»  | Гиросфера                    | 27 сентября 2015 года | Волна 1 |
| Скуби-Ду             | Командный набор «Скуби-Ду»             | Скуби-Ду                     | 27 сентября 2015 года | Волна 1 |
| Скуби-Ду             | Командный набор «Скуби-Ду»             | Шэгги                        | 27 сентября 2015 года | Волна 1 |
| Скуби-Ду             | Командный набор «Скуби-Ду»             | Фургончик тайн               | 27 сентября 2015 года | Волна 1 |
| Скуби-Ду             | Командный набор «Скуби-Ду»             | Скуби-Снэк                   | 27 сентября 2015 года | Волна 1 |
| DC Comics            | Командный набор «DC Comics»            | Джокер                       | 19 января 2016 года   | Волна 3 |
| DC Comics            | Командный набор «DC Comics»            | Харли Квинн                  | 19 января 2016 года   | Волна 3 |
| DC Comics            | Командный набор «DC Comics»            | Вертолёт Джокера             | 19 января 2016 года   | Волна 3 |
| DC Comics            | Командный набор «DC Comics»            | Квиннмобиль                  | 19 января 2016 года   | Волна 3 |
| Гарри Поттер         | Командный набор «Гарри Поттер»         | Гарри Поттер                 | 27 сентября 2016 года | Волна 6 |
| Гарри Поттер         | Командный набор «Гарри Поттер»         | Волан-де-Морт                | 27 сентября 2016 года | Волна 6 |
| Гарри Поттер         | Командный набор «Гарри Поттер»         | Автомобиль семьи Уизли       | 27 сентября 2016 года | Волна 6 |
| Гарри Поттер         | Командный набор «Гарри Поттер»         | Хогвартс-экспресс            | 27 сентября 2016 года | Волна 6 |
| Время приключений    | Командный набор «Время приключений»    | Джейк                        | 27 сентября 2016 года | Волна 6 |
| Время приключений    | Командный набор «Время приключений»    | Принцесса Пупырка            | 27 сентября 2016 года | Волна 6 |
| Время приключений    | Командный набор «Время приключений»    | БиМО                         | 27 сентября 2016 года | Волна 6 |
| Время приключений    | Командный набор «Время приключений»    | Автомобиль принцессы Пупырки | 27 сентября 2016 года | Волна 6 |
| Гремлины             | Командный набор «Гремлины»             | Гизмо                        | 18 ноября 2016 года   | Волна 7 |
| Гремлины             | Командный набор «Гремлины»             | Страйп                       | 18 ноября 2016 года   | Волна 7 |
| Гремлины             | Командный набор «Гремлины»             | RC Racer                     | 18 ноября 2016 года   | Волна 7 |
| Гремлины             | Командный набор «Гремлины»             | Флэш-н-Финиш                 | 18 ноября 2016 года   | Волна 7 |
| Юные титаны, вперёд! | Командный набор «Юные титаны, вперёд!» | Бист Бой                     | 2017 год              | Волна 9 |
| Юные титаны, вперёд! | Командный набор «Юные титаны, вперёд!» | Рейвен                       | 2017 год              | Волна 9 |
| Юные титаны, вперёд! | Командный набор «Юные титаны, вперёд!» | T-Car                        | 2017 год              | Волна 9 |
| Юные титаны, вперёд! | Командный набор «Юные титаны, вперёд!» | Книга заклинаний Азарата     | 2017 год              | Волна 9 |
| Суперкрошки          | Командный набор «Суперкрошки»          | Пузырёк                      | 2017 год              | Волна 9 |
| Суперкрошки          | Командный набор «Суперкрошки»          | Цветик                       | 2017 год              | Волна 9 |
| Суперкрошки          | Командный набор «Суперкрошки»          | Окти                         | 2017 год              | Волна 9 |
| Суперкрошки          | Командный набор «Суперкрошки»          | Смартфон PPG                 | 2017 год              | Волна 9 |

### Фан-наборы
Фан-наборы включают в себя персонажей из нескольких франшиз, а также гаджет или транспорт для игры.
| Франшиза                               | Название набора                   | Включает в себя                  | Дата выхода            | Волна     |
| -------------------------------------- | --------------------------------- | -------------------------------- | ---------------------- | --------- |
| Lego Ninjago                           | Забавный набор Зейна              | Зейн                             | 27 сентября 2015 года  | Волна 1   |
| Lego Ninjago                           | Забавный набор Зейна              | Вертолёт ниндзя                  | 27 сентября 2015 года  | Волна 1   |
| Lego Ninjago                           | Забавный набор Нии                | Ния                              | 27 сентября 2015 года  | Волна 1   |
| Lego Ninjago                           | Забавный набор Нии                | Самурайский робот                | 27 сентября 2015 года  | Волна 1   |
| Lego Ninjago                           | Забавный набор Джея               | Джей                             | 27 сентября 2015 года  | Волна 1   |
| Lego Ninjago                           | Забавный набор Джея               | «Storm Fighter»                  | 27 сентября 2015 года  | Волна 1   |
| Lego Ninjago                           | Забавный набор Сэнсэя Ву          | Сэнсэй Ву                        | 19 января 2016 года    | Волна 3   |
| Lego Ninjago                           | Забавный набор Сэнсэя Ву          | Летающий белый дракон            | 19 января 2016 года    | Волна 3   |
| Lego Ninjago                           | Забавный набор Ллойда             | Ллойд                            | 10 мая 2016 года       | Волна 5   |
| Lego Ninjago                           | Забавный набор Ллойда             | Золотой дракон Ллойда            | 10 мая 2016 года       | Волна 5   |
| The Lego Movie                         | Забавный набор Эммета             | Эммет                            | 27 сентября, 2015 года | Волна 1   |
| The Lego Movie                         | Забавный набор Эммета             | Экскаватор Эммета                | 27 сентября, 2015 года | Волна 1   |
| The Lego Movie                         | Забавный набор Кисоньки           | Кисонька                         | 27 сентября, 2015 года | Волна 1   |
| The Lego Movie                         | Забавный набор Кисоньки           | Облачная машина                  | 27 сентября, 2015 года | Волна 1   |
| The Lego Movie                         | Забавный набор Бенни              | Бенни                            | 27 сентября, 2015 года | Волна 1   |
| The Lego Movie                         | Забавный набор Бенни              | Космический корабль Бенни        | 27 сентября, 2015 года | Волна 1   |
| The Lego Movie                         | Забавный набор Злого Копа         | Злой коп                         | 27 сентября, 2015 года | Волна 1   |
| The Lego Movie                         | Забавный набор Злого Копа         | Полицейская машина               | 27 сентября, 2015 года | Волна 1   |
| Властелин колец                        | Забавный набор Леголаса           | Леголас                          | 27 сентября, 2015 года | Волна 1   |
| Властелин колец                        | Забавный набор Леголаса           | Стреломёт                        | 27 сентября, 2015 года | Волна 1   |
| Властелин колец                        | Забавный набор Голума             | Голлум                           | 27 сентября, 2015 года | Волна 1   |
| Властелин колец                        | Забавный набор Голума             | Шелоб                            | 27 сентября, 2015 года | Волна 1   |
| Властелин колец                        | Забавный набор Гимли              | Гимли                            | 27 сентября, 2015 года | Волна 1   |
| Властелин колец                        | Забавный набор Гимли              | Колесница для топоров            | 27 сентября, 2015 года | Волна 1   |
| DC Comics                              | Забавный набор Чудо-женщины       | Чудо-женщина                     | 27 сентября, 2015 года | Волна 1   |
| DC Comics                              | Забавный набор Чудо-женщины       | Невидимый самолет                | 27 сентября, 2015 года | Волна 1   |
| DC Comics                              | Забавный набор Киборга            | Киборг                           | 27 сентября, 2015 года | Волна 1   |
| DC Comics                              | Забавный набор Киборга            | Кибер-страж                      | 27 сентября, 2015 года | Волна 1   |
| DC Comics                              | Забавный набор Аквамена           | Аквамен                          | 15 марта 2016 года     | Волна 4   |
| DC Comics                              | Забавный набор Аквамена           | Аква-субмарина                   | 15 марта 2016 года     | Волна 4   |
| DC Comics                              | Забавный набор Супермена          | Супермен                         | 15 марта 2016 года     | Волна 4   |
| DC Comics                              | Забавный набор Супермена          | Ховерпод                         | 15 марта 2016 года     | Волна 4   |
| DC Comics                              | Забавный набор Бэйна              | Бэйн                             | 15 марта 2016 года     | Волна 4   |
| DC Comics                              | Забавный набор Бэйна              | Буровой танк Бэйна               | 15 марта 2016 года     | Волна 4   |
| Волшебник страны Оз                    | Забавный набор Злой Ведьмы        | Злая ведьма                      | 27 сентября 2015 года  | Волна 1   |
| Волшебник страны Оз                    | Забавный набор Злой Ведьмы        | Летающая обезьяна                | 27 сентября 2015 года  | Волна 1   |
| Lego Chima                             | Забавный набор Лавала             | Лавал                            | 27 сентября 2015 года  | Волна 1   |
| Lego Chima                             | Забавный набор Лавала             | Спидер Лавала                    | 27 сентября 2015 года  | Волна 1   |
| Lego Chima                             | Забавный набор Краггера           | Краггер                          | 27 сентября 2015 года  | Волна 1   |
| Lego Chima                             | Забавный набор Краггера           | Спидер Краггера                  | 27 сентября 2015 года  | Волна 1   |
| Lego Chima                             | Забавный набор Эрис               | Эрис                             | 27 сентября 2015 года  | Волна 1   |
| Lego Chima                             | Забавный набор Эрис               | Спидер Эрис                      | 27 сентября 2015 года  | Волна 1   |
| Симпсоны                               | Забавный набор Барта Симпсона     | Барт Симпсон                     | 3 ноября 2015 года     | Волна 2   |
| Симпсоны                               | Забавный набор Барта Симпсона     | Гравитационный спринтер          | 3 ноября 2015 года     | Волна 2   |
| Симпсоны                               | Забавный набор Клоуна Красти      | Клоун Красти                     | 3 ноября 2015 года     | Волна 2   |
| Симпсоны                               | Забавный набор Клоуна Красти      | Велосипед Красти                 | 3 ноября 2015 года     | Волна 2   |
| Назад в будущее                        | Забавный набор Дока Брауна        | Док Браун                        | 19 января 2016 года    | Волна 3   |
| Назад в будущее                        | Забавный набор Дока Брауна        | Поезд, путешествующий во времени | 19 января 2016 года    | Волна 3   |
| Доктор Кто                             | Забавный набор Киберчеловека      | Киберчеловек                     | 19 января 2016 года    | Волна 3   |
| Доктор Кто                             | Забавный набор Киберчеловека      | Далек                            | 19 января 2016 года    | Волна 3   |
| Охотники за привидениями               | Забавный набор Зефирного человека | Зефирный человек                 | 15 марта 2016 года     | Волна 4   |
| Охотники за привидениями               | Забавный набор Зефирного человека | Пёс ужаса                        | 15 марта 2016 года     | Волна 4   |
| Охотники за привидениями               | Забавный набор Лизуна             | Лизун                            | 10 мая 2016 года       | Волна 5   |
| Охотники за привидениями               | Забавный набор Лизуна             | Слаймовая пушка                  | 10 мая 2016 года       | Волна 5   |
| Команда-А                              | Забавный набор Би. Эя. Баракуса   | Би. Эй. Баракус                  | 27 сентября 2016 года  | Волна 6   |
| Команда-А                              | Забавный набор Би. Эя. Баракуса   | Фургон Би. Эя.                   | 27 сентября 2016 года  | Волна 6   |
| Время приключений                      | Забавный набор Марселин           | Марселин                         | 18 ноября 2016 года    | Волна 7   |
| Время приключений                      | Забавный набор Марселин           | Безумная обезьяна                | 18 ноября 2016 года    | Волна 7   |
| Инопланетянин                          | Забавный набор Инопланетянина     | Инопланетянин                    | 18 ноября 2016 года    | Волна 7   |
| Инопланетянин                          | Забавный набор Инопланетянина     | Домашний телефон                 | 18 ноября 2016 года    | Волна 7   |
| Фантастические твари и где они обитают | Забавный набор Тины Голдштейн     | Тина Голдштейн                   | 18 ноября 2016 года    | Волна 7   |
| Фантастические твари и где они обитают | Забавный набор Тины Голдштейн     | Пикирующий злыдень               | 18 ноября 2016 года    | Волна 7   |
| Рыцарь дорог                           | Забавный набор Майкла Найта       | Майкл Найт                       | 10 февраля 2017 года   | Волна 7,5 |
| Рыцарь дорог                           | Забавный набор Майкла Найта       | КИТТ                             | 10 февраля 2017 года   | Волна 7,5 |
| Лего Фильм: Бэтмен                     | Забавный набор Бэтмена            | Эскалибур Бэтмен                 | 10 февраля 2017 года   | Волна 7,5 |
| Лего Фильм: Бэтмен                     | Забавный набор Бэтмена            | Бионический конь                 | 10 февраля 2017 года   | Волна 7,5 |
| Lego City Undercover                   | Забавный набор Чейза              | Чейз МакКейн                     | 9 мая 2017 года        | Волна 8   |
| Lego City Undercover                   | Забавный набор Чейза              | Полицейский вертолёт             | 9 мая 2017 года        | Волна 8   |
| Гарри Поттер                           | Забавный набор Гермионы           | Гермиона                         | 9 мая 2017 года        | Волна 8   |
| Гарри Поттер                           | Забавный набор Гермионы           | Гиппогриф                        | 9 мая 2017 года        | Волна 8   |
| Юные титаны, вперед!                   | Забавный набор Старфайер          | Старфайер                        | 2017 год               | Волна 9   |
| Юные титаны, вперед!                   | Забавный набор Старфайер          | Титановый робот                  | 2017 год               | Волна 9   |
| Суперкрошки                            | Забавный набор Пестика            | Пестик                           | 2017 год               | Волна 9   |
| Суперкрошки                            | Забавный набор Пестика            | Мега Блэст-бот                   | 2017 год               | Волна 9   |
| Битлджус                               | Забавный набор Битлджуса          | Битлджус                         | 2017 год               | Волна 9   |
| Битлджус                               | Забавный набор Битлджуса          | Песчаный червь                   | 2017 год               | Волна 9   |

### Полибэги
Полибэги Lego Dimensions имеют ограниченное издание и выдаются на специальных мероприятиях.
| Франшиза  | Персонаж       | Место выпуска                                            |
| --------- | -------------- | -------------------------------------------------------- |
| DC Comics | Супергёрл      | Стартовый набор для PS4 (временно)                       |
| DC Comics | Зелёная стрела | Распространён на E3 2016, Gamescom и San Diego Comic Con |

## Отзывы
| Сводный рейтинг | Сводный рейтинг | Сводный рейтинг |
| Издание         | Оценка          | Оценка          |
| Издание         | PS4             | Xbox One        |
| --------------- | --------------- | --------------- |
| GameRankings    | 79,78 %         | 80,00 %         |